# Dubai

Logo der Tourismusorganisation Dubais

Palmeninsel „The Palm, Jumeirah“

Dubai Nachtluftbild

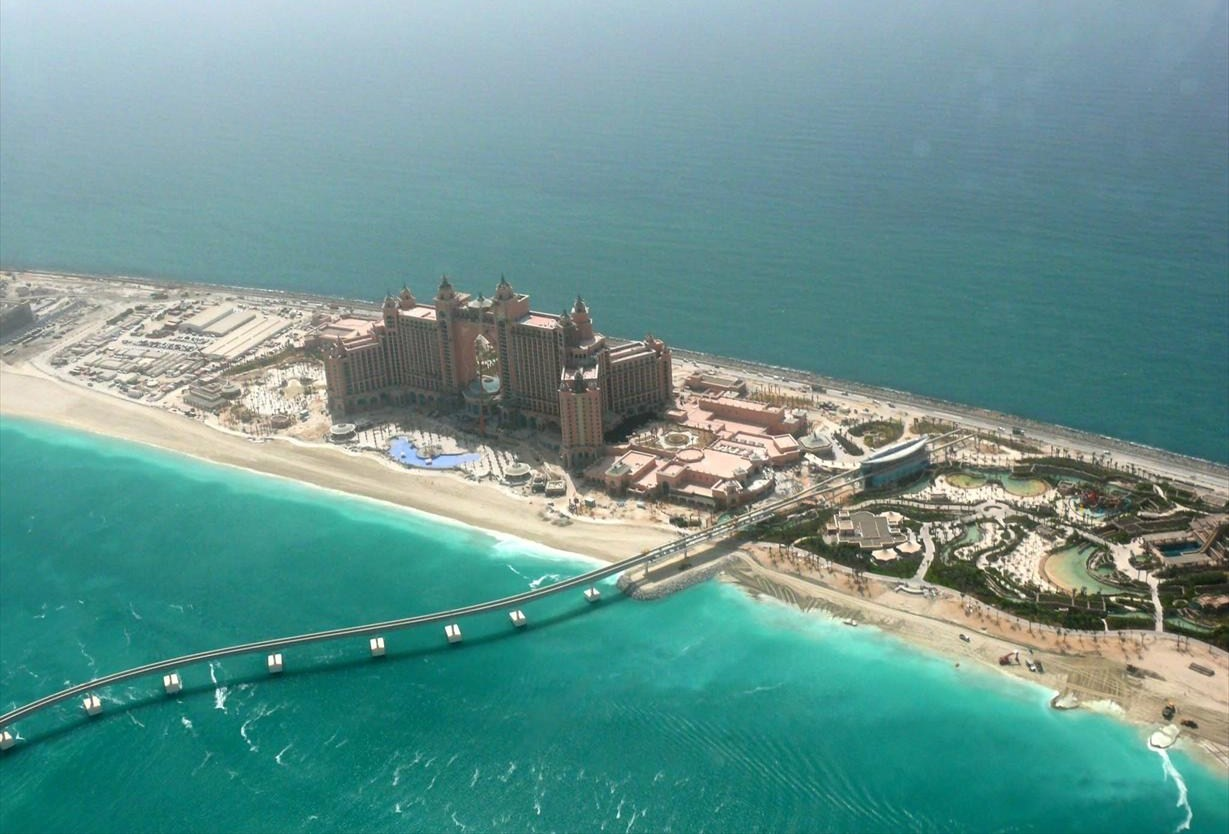
Luxushotel und -resort Atlantis The Palm, Dubai

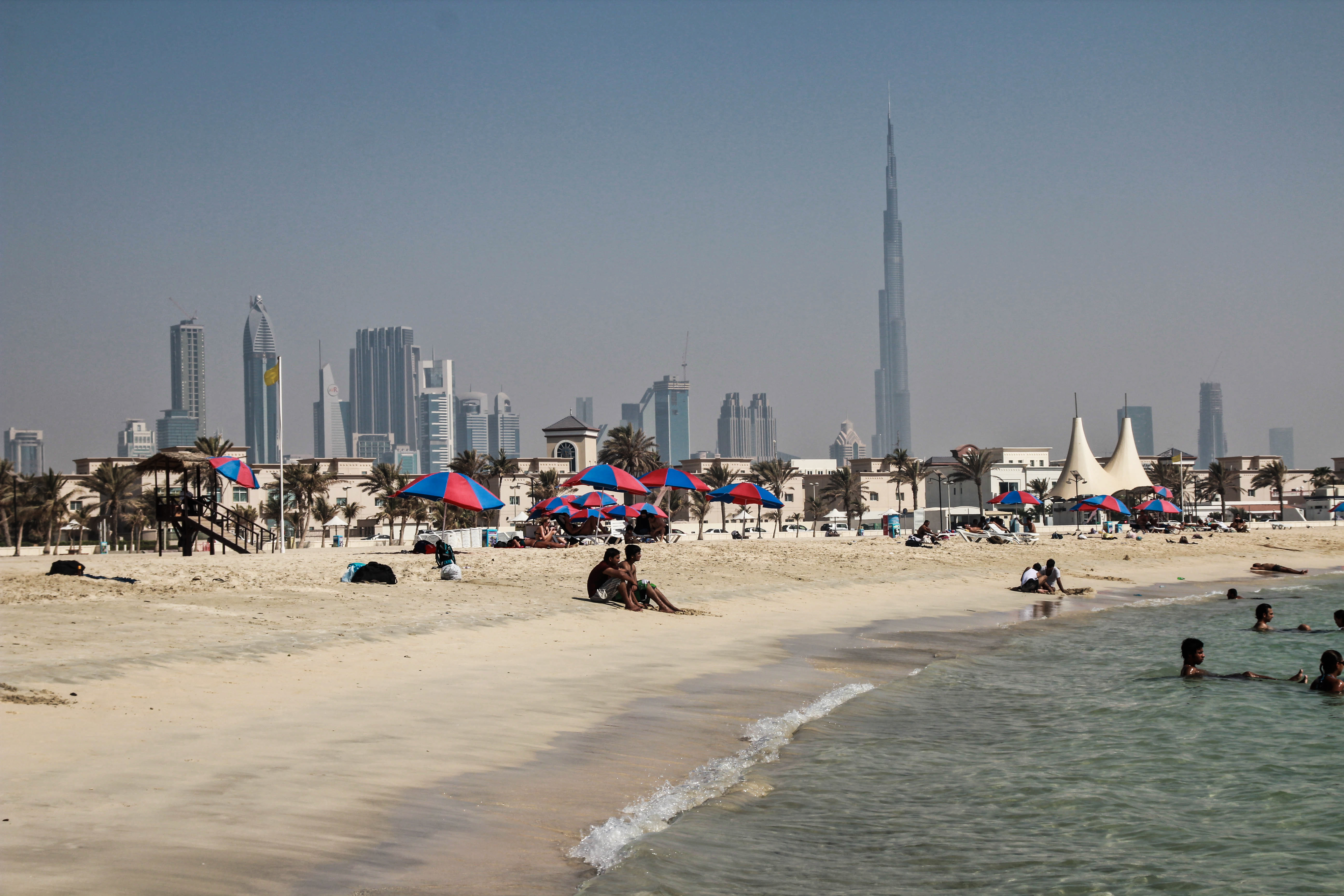
Strand in Jumeirah

Dubai (arabisch دبي Dubayy) ist die Hauptstadt des Emirats Dubai und die bevölkerungsreichste Stadt der Vereinigten Arabischen Emirate (VAE) am Persischen Golf.
In der Stadt Dubai (zur Abgrenzung vom Emirat auch Dubai-Stadt oder Dubai City) leben ca. 85 Prozent der Einwohner des Emirats – eine genaue Erhebung ist hier kompliziert, da die migrationsbedingten Schwankungen groß sind: Jährlich kommen mehrere zehntausend Personen als Arbeitsmigranten oder Einwanderer in die Stadt.
Dubai-Stadt liegt am Nordrand des Emirats und wird geteilt durch den Khor Dubai, eine 100 bis 1300 Meter breite und circa 14 Kilometer lange Bucht des Persischen Golfs. Früher befanden sich hier die damals unabhängigen Städte Deira auf der Nord- und Bur Dubai auf der Südseite. Brücken befinden sich etwas abseits vom Ortskern; Fußgänger werden mit kleinen Personenfähren (Abras) auf die gegenüberliegende Seite transportiert. Da die Stadt nördlich direkt an das Emirat Schardscha grenzt, erstreckt sie sich vor allem gen Süden, entlang des Strandes von Jumeirah und der Sheikh Zayed Road.
Aufgrund eines jahrzehntelangen Baubooms ist Dubai die Stadt mit der weltweit höchsten Anzahl Wolkenkratzern mit über 300 Metern Höhe sowie mit 828 Metern Höhe des höchsten Gebäudes der Welt, des Burj Khalifa. Dabei ist sie auch ein globales Handelszentrum und verfügt über den weltweit fünftgrößten Flughafen nach Passagieraufkommen (2022) sowie den zehntgrößten Hafen nach Containerumschlag (2018: 14,95 Mio. TEU). In einer Rangliste der wichtigsten Finanzzentren weltweit belegte Dubai den 19. Platz weltweit (2018).
In Dubai-Stadt spielt sich praktisch das gesamte wirtschaftliche, soziale, kulturelle und politische Leben des Emirats ab – mit jährlich bis zu 14 Millionen ausländischen Touristen zählt Dubai seit 2013 auch zu den meistbesuchten Städten der Welt: 2016 hatte Dubai 15,3 Millionen Besucher, womit es weltweit auf dem vierten Platz lag. Mit über 31 Milliarden US-Dollar hatte es zudem die höchsten Tourismuseinnahmen aller Städte weltweit.

## Geschichte
Die Geschichte Dubais reicht mindestens bis ins vierte Jahrtausend vor Christus zurück, wie archäologische Ausgrabungen belegen. Erste bedeutende Siedlungen entstanden in der Bronzezeit. Ab dem 18. Jahrhundert begannen sich weitreichende politische Ereignisse entlang der Südostküste des Persischen Golfs zu manifestieren. Im Jahr 1793 erlangte der Stamm der Bani Yas die politische Kontrolle über die Region und siedelte sich in Abu Dhabi an. 1833 gründete Scheich Maktoum Bin Buti Al Bu Falasah Dubai am Dubai Creek und rief die Unabhängigkeit Dubais aus. Seitdem regiert die Al Maktoum-Dynastie das Emirat.
Im 18. und 19. Jahrhundert war Dubais Geschichte stark vom Einfluss des britischen Empires geprägt. Großbritannien schloss Verträge mit den Scheichtümern entlang der Küste, um ihre Handelsrouten nach Indien zu schützen, und nannte die beteiligten Emirate Trucial States (Vertragsoman). Die heimische Bevölkerung lebte überwiegend vom Fischfang und der Perlenfischerei, die um 1870 zum bedeutendsten Wirtschaftsfaktor wurde. 1904 erhielt Dubai den Titel eines Freihafens, was die Ankunft persischer Kaufleute und den regelmäßigen Anlauf britischer Handelsschiffe ermöglichte.
Der Übergang ins 20. Jahrhundert brachte bedeutende wirtschaftliche Veränderungen mit sich. Um 1920 entwickelte sich Dubai zu einem internationalen Handelsplatz. Nach dem Niedergang des Perlenhandels wurden erste Bohrkonzessionen für Erdöl vergeben. 1969 begann Dubai mit der Erdölförderung und -export. Der Rückzug Großbritanniens aus der Golfregion führte zur Gründung der Vereinigten Arabischen Emirate (VAE) am 2. Dezember 1971, wobei Dubai eine Schlüsselrolle spielte. Unter der Führung von Scheich Rashid Bin Saeed Al Maktoum begann eine Phase intensiver städtebaulicher Entwicklungen, die den Bau von Brücken, Tunneln, Straßen und Meerentsalzungsanlagen umfassten.
In den letzten Jahrzehnten des 20. Jahrhunderts und den frühen 2000er Jahren setzte Dubai auf gigantische Bauprojekte und die Etablierung des Tourismus. Der Bau des Burj Al Arab im Jahr 1999 und des Burj Khalifa im Jahr 2010, dem höchsten Gebäude der Welt, symbolisieren diesen Wandel. Seit 2006 wird Dubai von Scheich Mohammed bin Rashid Al Maktoum regiert, der das Emirat zu einer Luxus- und Hightech-Metropole transformiert hat, die jedes Jahr zahlreiche Touristen anzieht.
Heute (in den 2020er Jahren) ist Dubai für seine futuristische Architektur, seinen dynamischen Tourismussektor und als globaler Geschäftsknotenpunkt bekannt.

## Wirtschaft

### Finanzwirtschaft
In Dubai befinden sich unter anderem die Handelsplätze Dubai Financial Market, NASDAQ Dubai (beide unter dem Dach der Borse Dubai) und Dubai Gold & Commodities Exchange.

## Verkehr

### Fernverkehr
Der Flughafen Dubai (DXB) ist der bedeutendste Flughafen des Nahen Ostens. Er erstreckt sich im Norden von Deira, ca. 5 Kilometer vom Khor Dubai entfernt. Im Jahr 2010 wurde in Dubai ein neuer Flughafen (bei Dschabal Ali) eröffnet, der Flughafen Dubai-World Central (DWC). Dieser soll mit einer stufenweise auszubauenden maximalen Kapazität von möglicherweise 160 Millionen Passagieren im Jahr (Stand Ende 2018) den Flughafen Dubai zunächst nur unterstützen. Dubai ist der Hauptsitz der emiratseigenen Fluggesellschaft Emirates.
Des Weiteren hat Dubai im künstlich angelegten Seehafen Dschabal Ali mit 92,513 Millionen Tonnen Umschlag (2005) den bedeutendsten Umschlagplatz am Persischen Golf. Tendenz: stark steigend, vor allem Containerumschlag in Verbindung mit den riesigen Freihandelszonen um Dschabal Ali (2018: 14,95 Mio. TEU). Ende des Jahres 2019 sollte der hochautomatisierte Containerterminal 4 in Betrieb genommen werden, während Terminal 1 für eine Überarbeitung geschlossen werden soll. Dubai wird sowohl von Handels- als auch von Passagierschiffen angelaufen. Die Letzteren werden im älteren stadtnahen Hafen Port Rashid abgefertigt. Die bedeutendsten Fährverbindungen führen von dort nach Doha, Manama, Kuwait und Maskat. Immer noch bedeutend, wenn auch relativ abnehmend, ist der regionale „kleine“ Seeverkehr mit traditionellen Dhaus von den Liegeplätzen am Khor. Er wird meist küstennah mit kleinteiliger Fracht (z. B. Konsumgüter) im gesamten Persischen Golf, über Oman und Jemen bis ins mittlere Rote Meer, nach Ostafrika und Pakistan sowie dem westlichen Indien bis etwa Goa mit wagemutigen Seeleuten abgewickelt.
Dubai ist mit Abu Dhabi, Schardscha, Hatta und Al-Ain durch Autobahnen verbunden.

### Stadtverkehr
Wie kaum eine andere Stadt in Asien ist Dubai eine Autostadt: Mitte 2010 wurden auf rund 1,8 Millionen Einwohner 1,022 Millionen registrierte Fahrzeuge gemeldet. Da die meisten der Arbeitsmigranten kein Fahrzeug besitzen, konzentrieren sich die Personenkraftwagen auf Personen und Familien mit mittlerem oder höherem Einkommen, es gibt viele Fahrzeughalter mit Zweit- und Mehrfachfahrzeugen. Der Straßenverkehr im verdichteten, älteren Teil Dubais ist sehr stark, Staus und längere Stillstandphasen sind die Regel. An den Tankstellen gibt es größtenteils nur Bedienungsservice, da man aufgrund der hohen Temperaturen die Kunden nicht aus den klimatisierten Autos aussteigen lassen möchte.
Die Verkehrsbehörde Roads and Transport Authority (RTA) verantwortet den Bau neuer Straßen und den öffentlichen Personennahverkehr.
Um dem zunehmend dichter werdenden Kraftfahrzeugverkehr entgegenzuwirken, hat die RTA im Juli 2007 auf bestimmten Strecken das automatisierte Mautsystem Salik eingeführt.
Jedes Fahrzeug, das die mautpflichtigen Straßen und Brücken passiert, benötigt einen Salik-Sticker mit einem Guthaben auf der vorderen Fensterscheibe. Über Mautbrücken werden die Fahrzeuge erfasst und die Maut (4 Dirham pro Fahrt) elektronisch abgebucht. Über SMS werden die Fahrzeughalter informiert, kurz bevor ihr Salik-Konto verbraucht ist.

#### Öffentlicher Personennahverkehr

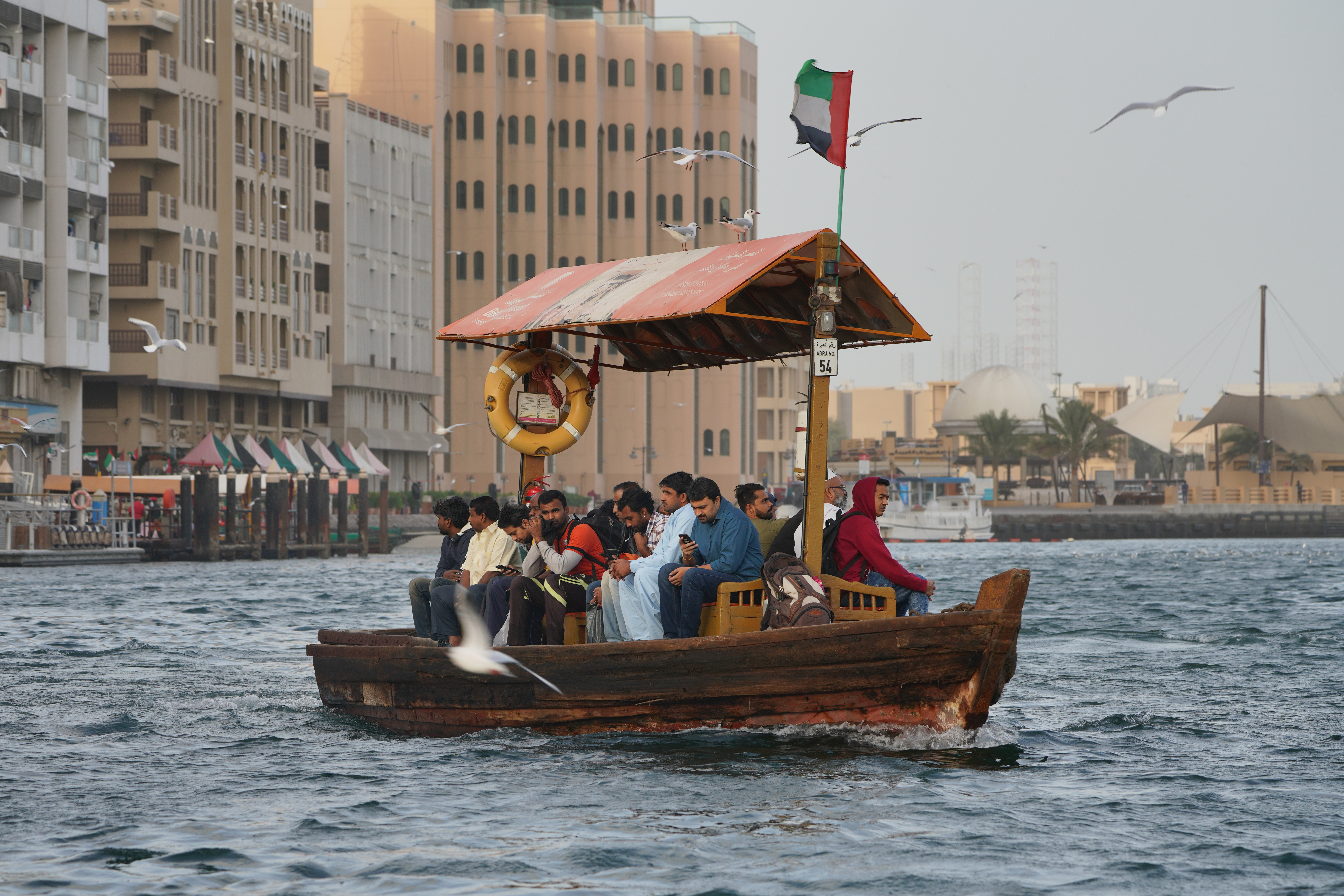
Abra über den Khor Dubai

In Dubai gibt es neben Bussen eine U-Bahn, ein Straßenbahnsystem und ein Einschienenbahnnetz.
Der öffentliche Personennahverkehr ist mit einem dichten Busliniennetz ausgestattet, die Benutzung ist preiswert. Eine Besonderheit sind die Anfang 2008 eingeführten bisher (September 2010) mit 22 Grad Celsius klimatisierten 800 Warteräume der insgesamt über 1.000 Bushaltestellen. Das Bussystem verfügt über 1300 moderne Fahrzeuge, die täglich rund 300.000 Streckenkilometer fahren.
Die in vier Jahren gebaute, führerlos betriebene Metro Dubai wurde im September 2009 teileröffnet. Die Metro verbindet den Flughafen Dubai mit der Innenstadt (Rote Linie), nach weiterem Ausbau soll eine Anbindung des Flughafens Dubai-World Central folgen. Die zweite zentral in Deira und Bur Dubai verkehrende Linie (Grüne Linie) wurde im September 2011 mit 16 neuen Stationen und 23 Streckenkilometern eröffnet.
Im Herbst 2010 meldete die Transportbehörde einen Anteil des öffentlichen Verkehrs von elf Prozent des Gesamtverkehrs.
Der Personentransport in der engeren Innenstadt über den vorderen Khor Dubai erfolgt mangels stadtnaher Brücken mit Abras, kleinen Holzbooten für bis zu ca. 20 Personen. Tagsüber legt alle paar Minuten ein Abra ab, eine Fahrt dauert weniger als 10 Minuten und kostet 1 Dirham.
Nicht in das Tarifsystem der RTA eingebunden ist die Dubai Monorail, deren erste Stichlinie auf The Palm, Jumeirah führt.
Neben der Straßenbahn Dubai gab es seit 2015 außerdem die Dubai Trolley, eine kurze, eingleisige Straßenbahn im Oldtimerlook, die hauptsächlich als Touristenattraktion gebaut wurde. Es gab Pläne, die Strecke zu verlängern und an das allgemeine Verkehrsnetz anzuschließen. Dies wurde nicht verwirklicht und die Strecke wurde 2019 stillgelegt.

## Kultur und Sehenswürdigkeiten

### Wolkenkratzer
In der Umgebung Dubais (40 km Umkreis) standen Anfang 2022 knapp 300 Wolkenkratzer, die über 150 Meter hoch sind, ca. 70 weitere Wolkenkratzer, die über 200 Meter hoch sind und 22 Wolkenkratzer, die über 300 Meter hoch sind. Diese sind unter anderem der Almas Tower mit 360 Metern, die zwei Emirates Towers mit 355 bzw. 305 Metern, der Rose Tower mit 333 Metern, das Burj al Arab mit 321 Metern und das höchste Bauwerk der Welt, der Burj Khalifa mit 828 Metern. Etwa zwanzig weitere Wolkenkratzer mit einer Höhe von über 300 Metern sind in Planung oder in Bau.

### Theater
Das kleinere Madinat-Theater befindet sich neben dem Burj al Arab. Hier werden Konzerte aufgeführt. Auch findet im Madinat-Theater das Internationale Filmfest von Dubai (Dubai International Film Festival) statt, zudem Opern- oder Ballettaufführungen wie Schwanensee oder der Wiener Opernball in Dubai.
Weiterhin gibt es im Crown Plaza Hotel das Streetwise Theater aus London.

### Museen
Am Eingang des Khor Dubai – nahe der Mündung – befindet sich auf einer Landzunge der Stadtteil Al Schindagha. Hier im Norden von Bur Dubai wurde 1997 das Heritage und Diving Village von der Regierung errichtet. Das Museumsdorf im Stil einer arabischen Siedlung soll dem Besucher die Kultur, Geschichte und Tradition Dubais vermitteln.

#### „Heritage Village“
Den Originalen nachgebaut sind Steinhäuser aus den Berg- und Wüstenregionen, Beduinenzelte, traditionelle „Windturmhäuser“, Marktstände, Gewürzläden und viele andere Attraktionen und Lebensweisen der Bewohner. Auch die Bewohner Dubais zeigen Interesse am Besuch dieser historischen Dörfer.

#### „Diving Village“
Im „Perlendorf“ erwarten den Gast traditionelle Suks, Fotoausstellungen über die Perlenfischerei, Dhaus – zum Teil in Originalgröße – und ein großes Wasserbecken, in dem Tauchtechniken der Perlenfischer demonstriert werden, bevor dieser traditionelle Erwerbszweig ganz in Vergessenheit gerät.

#### Dubai Museum

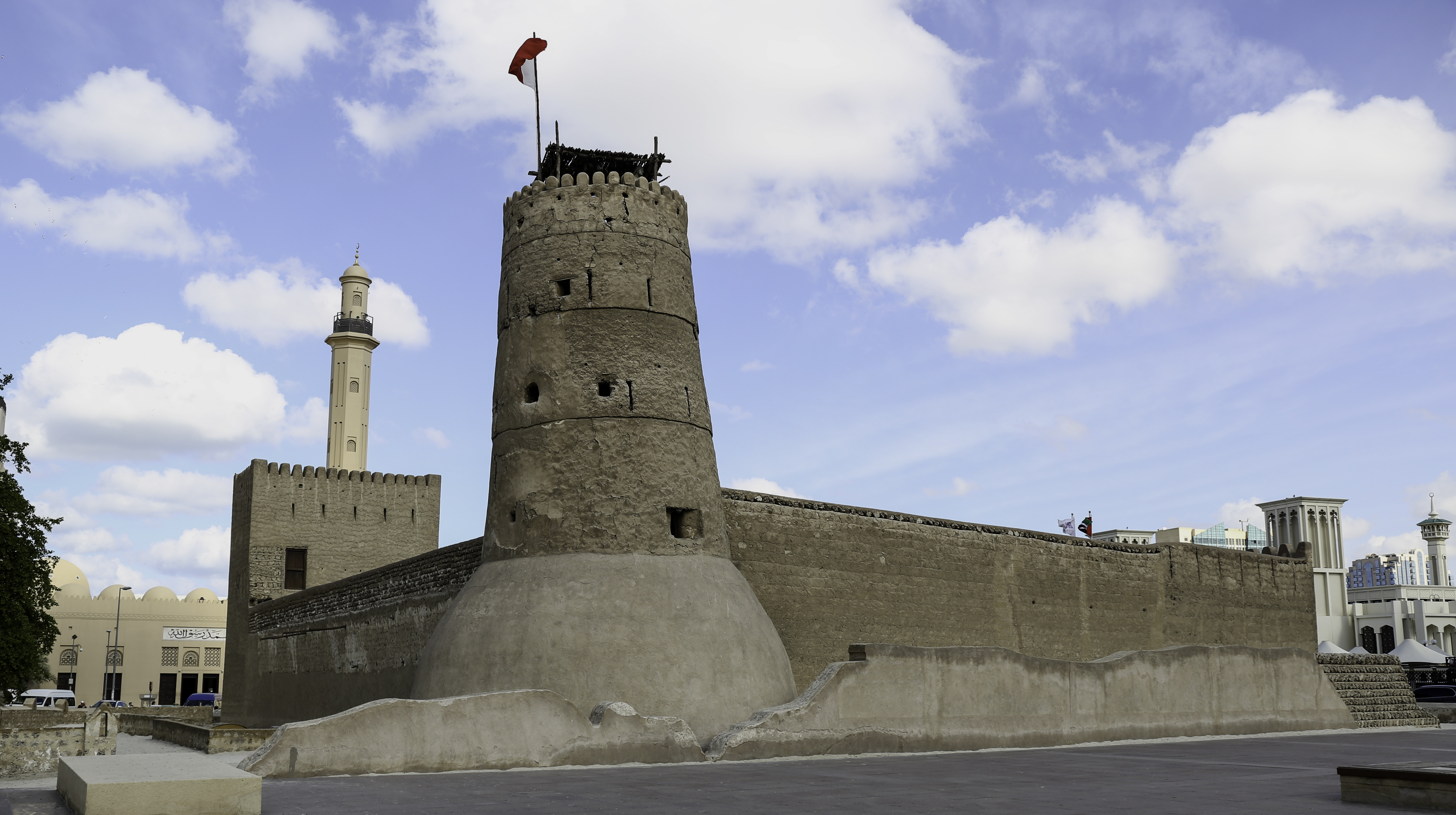
Das al-Fahidi-Fort im Zentrum Dubais

Das Dubai Museum ist nahe der Altstadt in der ehemaligen Festung al-Fahidi-Fort untergebracht und bietet einen Überblick über das historische Leben in Dubai vor dem Ölboom. Nahe dem Dubai Museum gibt es eine Siedlung von ehemaligen persischen Handelshäusern, die renoviert worden sind und teilweise besichtigt werden können.

### Ausflüge

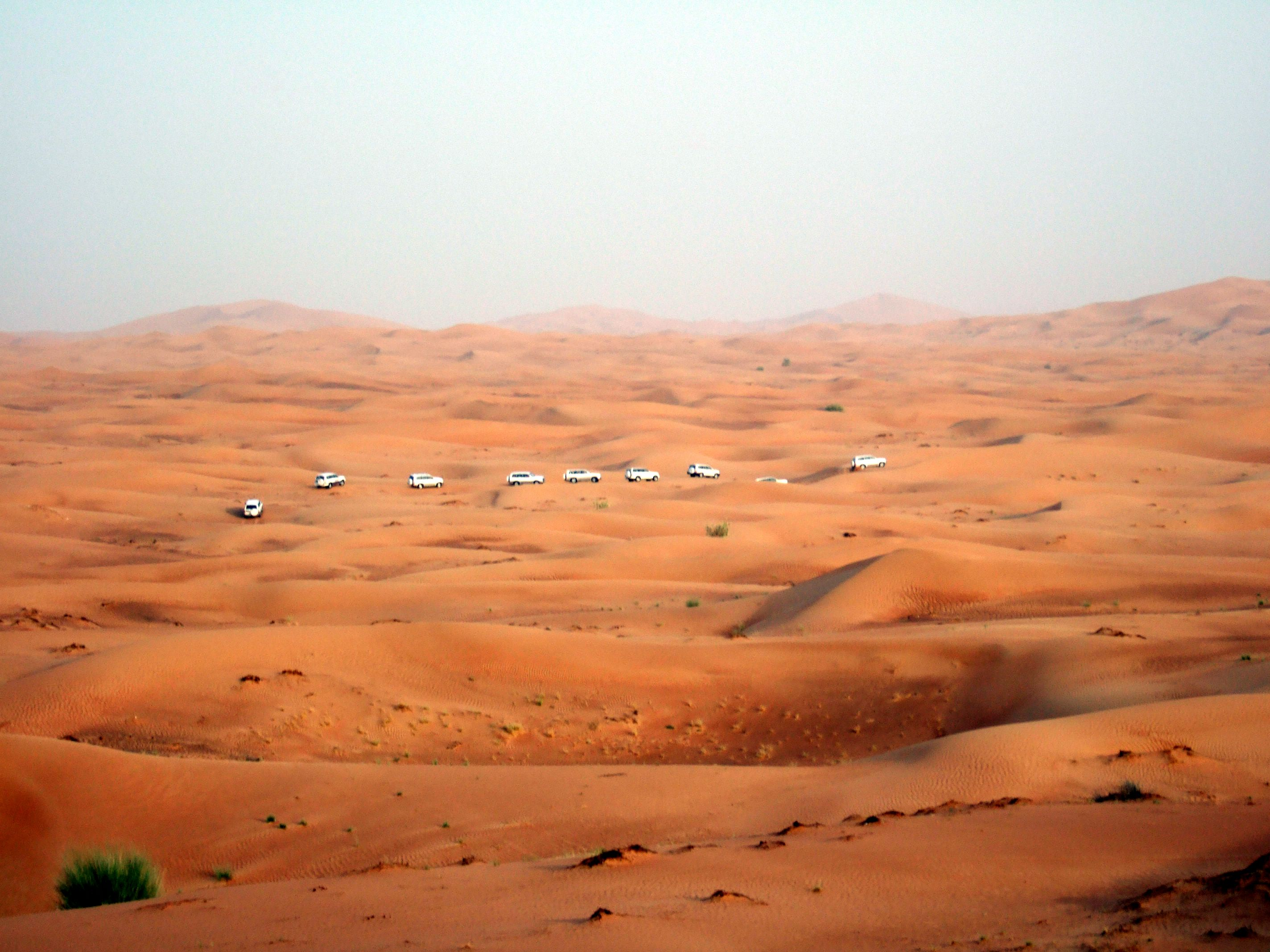
Geführte Wüstentour im Emirat Dubai

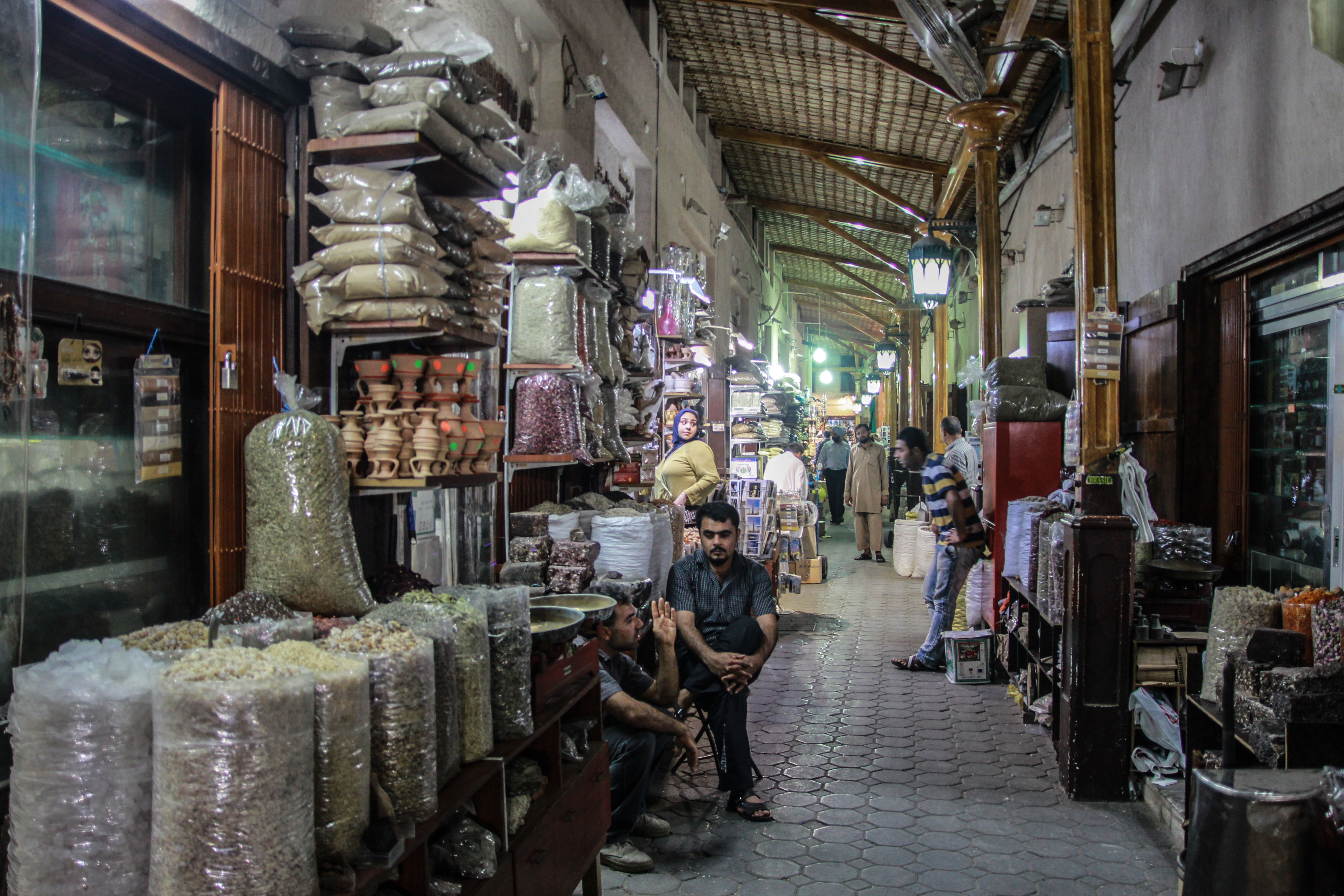
Souk

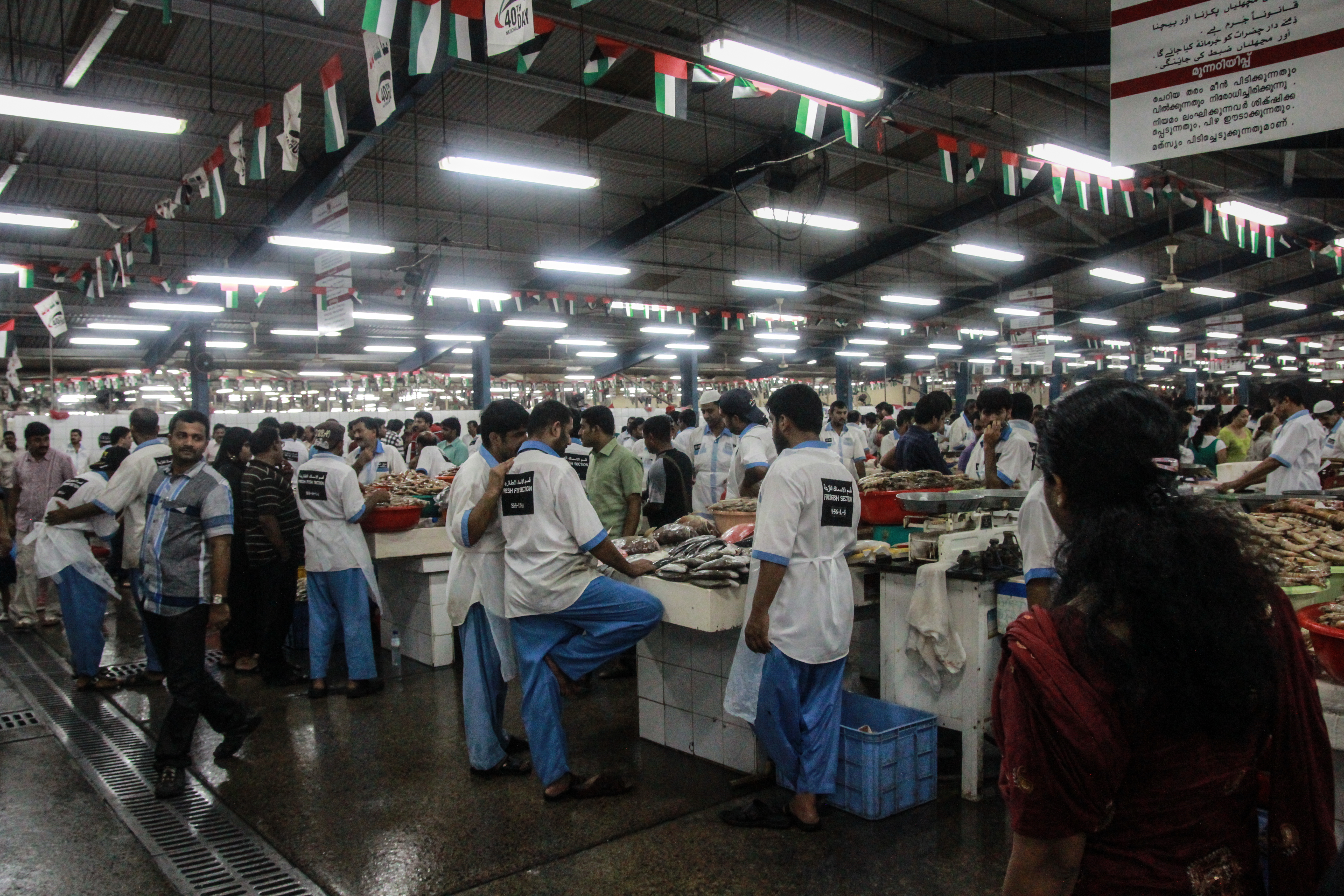
Fischmarkt

Viele Anbieter bieten organisierte Touren in die außerhalb der Stadt liegende Wüste an, auf Wunsch mit Übernachtung im Zelt.

### Sonstige Sehenswürdigkeiten
In der Innenstadt ziehen vor allem der Khor Dubai mit den alten Dhaus und der Gewürzmarkt, auf dem Gewürze aus aller Welt verkauft werden, Touristen an. Zahlreiche kleine Schmuckhandlungen befinden sich im Goldmarkt. Dieser verfügt über alte Holzfassaden und weist mit den Händlern und Lastenträgern eine typische orientalische Atmosphäre auf. Der modernere Souq al Bahar befindet sich in Dubai Downtown neben der Dubai Mall. Der Souq al Bahar und die Dubai Mall bilden gemeinsam mit dem Burj Khalifa ein Dreieck, in dessen Mitte die Dubai Fountains jeden Abend ein Wasser-Licht-Musikspektakel bieten. Von dort sieht man auch das Luxushotel The Address.
Auf der Südseite des Khor Dubai befindet sich die renovierte Altstadt von Bur Dubai, der Old Souk („alter Markt“). Westlich davon vor dem neuen Hafen befindet sich die Rekonstruktion des prunklosen alten Herrscherpalastes mit einem Museum.
Die Palm Jumeirah ist die einzig zu besichtigende Palmeninsel Dubais. Sehenswert ist dabei das Luxushotel und -resort Atlantis The Palm, Dubai, ein imposantes Hotelgebäude mit dem Thema der versunkenen Stadt Atlantis. An den Hotelkomplex angeschlossen ist der Aquapark Aquaventure.
Es gibt eine große Anzahl von Einkaufszentren und zahlreiche Boutiquen von Luxusmarken der Modewelt. Die meisten Geschäfte befinden sich in Malls nach amerikanischem Vorbild. Die größten Einkaufszentren der Stadt sind die Mall of the Emirates und die Dubai Mall. Daneben gibt es eine Vielzahl von weiteren, wie die Ibn Battuta Mall (Ibn Battuta = „Sohn Battutas“). Sie ist in verschiedene Länder und Regionen unterteilt und entsprechend jedem Land ausgeschmückt. Außerdem ist sie mit zahlreichen Informationen zu den verschiedenen Ländern und dem Entdecker Ibn Battūta versehen.
Der Jumeirah Beach Park ist ein Strandpark, der nicht nur von Touristen, sondern auch von den Emiratis besucht wird. Am Strand sind Kameras sowie freizügige Bademode aus religiösen Gründen verboten. Die Jumeirah-Moschee im gleichnamigen Stadtteil gehört zu den wenigen für Nicht-Muslime zugänglichen Moscheen des Landes.
Der Miracle Garden Dubai ist der weltgrößte, horizontale bunte Blumengarten mit etwa 45 Millionen blühenden Blumen. Er liegt außerhalb der Zentren im Nordwesten.
Bekannt ist Dubai auch für seinen Emirates Golf Club, in dem jährlich ein PGA-Turnier (Dubai Desert Classic) ausgetragen wird.
Die Dubai Fountain ist eine choreografierte Springbrunnenanlage auf dem 12 Hektar großen, künstlich angelegten Burj-Khalifa-See im Zentrum von Downtown Dubai. Sie wird von 6600 Lichtern und 50 farbigen Projektoren beleuchtet, ist 275 Meter lang und schießt Wasser bis zu 152,4 Meter in die Luft.
Mit dem 1335 Quadratmeter großen Palmenbrunnen besitzt Dubai den größten Springbrunnen der Welt, der im Guinness-Buch der Rekorde als „größtes Bauwerk seiner Art“ Einzug fand. Die Fontänen schießen laut Guinness World Records 105 Meter hoch und werden von 3000 Leuchtdioden angestrahlt.

## Verwaltungsgliederung
Dubai ist in neun Sektoren aufgeteilt.
- Sektoren 1–4 und 6: städtisch
- Sektoren 7 und 9: landwirtschaftlich
- Sektor 8: Dort befindet sich das luxuriöse 5-Sterne-Hotel Jebel Ali Hotel und Golf Resort. Außerdem entsteht in Jebel Ali der neue Flughafen von Dubai, der Flughafen Dubai-World Central.

Jeder Sektor wird in sogenannte Gemeinschaften (Communities) verschiedener Größe mit sogenannten Hauptstraßen unterteilt, die die Grenzen bilden. Zurzeit gibt es 132 dieser Gemeinschaften.
| Community (englisch)        | Nummer | Community (arabisch)    |  | Community (englisch)          | Nummer | Community (arabisch)       |
| --------------------------- | ------ | ----------------------- |  | ----------------------------- | ------ | -------------------------- |
| Abu Hail                    | 126    | أبو هيل                 |  | Al Warqa’a Fifth              | 425    | الورقاء الخامسة            |
| Al Awir First               | 711    | العوير الأولى           |  | Al Warqa’a First              | 421    | الورقاء الأولى             |
| Al Awir Second              | 721    | العوير الثانية          |  | Al Warqa’a Fourth             | 424    | الورقاء الرابعة            |
| Al Bada’a                   | 333    | البدع                   |  | Al Warqa’a Second             | 422    | الورقاء الثانية            |
| Al Baraha                   | 122    | البراحة                 |  | Al Warqa’a Third              | 423    | الورقاء الثالثة            |
| Al Barsha First             | 373    | البرشاء الأولى          |  | Al Wasl                       | 343    | الوصل                      |
| Al Barsha Second            | 376    | البرشاء الثانية         |  | Al Wuheida                    | 132    | الوحيدة                    |
| Al Barsha South First       | 671    | البرشاء جنوب الاولى     |  | Aleyas                        | 283    | العياص                     |
| Al Barsha South Second      | 672    | البرشاء جنوب الثانية    |  | Ayal Nasir                    | 116    | عيال ناصر                  |
| Al Barsha South Third       | 673    | البرشاء جنوب الثالثة    |  | Bu Kadra                      | 611    | بو كدرة                    |
| Al Barsha Third             | 375    | البرشاء الثالثة         |  | Corniche Deira                | 121    | كورنيش ديرة                |
| Al Buteen                   | 114    | البطين                  |  | Dubai International Airport   | 221    | مطار دبي الدولي            |
| Al Daghaya                  | 113    | الضغاية                 |  | Dubai Investment Park First   | 598    | مجمع دبي للاستثمار الأول   |
| Al Garhoud                  | 214    | القرهود                 |  | Dubai Investment Park Second  | 597    | مجمع دبي للاستثمار الثاني  |
| Al Guoz Fourth              | 359    | القوز الرابعة           |  | Emirates Hill First           | 393    | تلال الإمارات الأولى       |
| Al Hamriya                  | 313    | الحمرية                 |  | Emirates Hill Second          | 388    | تلال الإمارات الثانية      |
| Al Hamriya Port             | 131    | ميناء الحمرية           |  | Emirates Hill Third           | 394    | تلال الامارات الثالثة      |
| Al Hudaiba                  | 322    | الحضيبة                 |  | Hatta                         | 891    | حتا                        |
| Al Jadaf                    | 326    | الجداف                  |  | Hor Al Anz                    | 127    | هور العنز                  |
| Al Jafiliya                 | 323    | الجافلية                |  | Hor Al Anz East               | 133    | هور العنز شرق              |
| Al Karama                   | 318    | الكرامة                 |  | Jebel Ali                     | 383    | جبل علي                    |
| Al Khabaisi                 | 128    | الخبيصي                 |  | Jebel Ali                     | 384    | جبل علي                    |
| Al Khwaneej First           | 281    | الخوانيج الأولى         |  | Jebel Ali Industrial          | 599    | جبل علي الصناعية           |
| Al Khwaneej Second          | 282    | الخوانيج الثانية        |  | Jebel Ali Palm                | 50     | نخلة جبل علي               |
| Al Kifaf                    | 324    | الكفاف                  |  | Jumeira First                 | 332    | جميرا الأولى               |
| Al Mamzar                   | 134    | الممزر                  |  | Jumeira Palm                  | 381    | نخلة جميرا                 |
| Al Manara                   | 363    | المنارة                 |  | Jumeira Second                | 342    | جميرا الثانية              |
| Al Merkad                   | 347    | المركاض                 |  | Jumeira Third                 | 352    | جميرا الثالثة              |
| Al Mina                     | 321    | الميناء                 |  | Mankhool                      | 317    | منخول                      |
| Al Mizhar First             | 262    | المزهر الأولى           |  | Marsa Dubai                   | 392    | مرسى دبي                   |
| Al Mizhar Second            | 263    | المزهر الثانية          |  | Mirdif                        | 251    | مردف                       |
| Al Muraqqabat               | 124    | المرقبات                |  | Muhaisanah Fourth             | 245    | محيصنة الرابعة             |
| Al Murar                    | 117    | المرر                   |  | Muhaisanah Second             | 264    | محيصنة الثانية             |
| Al Muteena                  | 123    | المطينة                 |  | Muhaisanah Third              | 244    | محيصنة الثالثة             |
| Al Nahda First              | 231    | النهدة الأولى           |  | Muhaisnah First               | 261    | محيصنة الأولى              |
| Al Nahda Second             | 241    | النهدة الثانية          |  | Mushrif                       | 252    | مشرف                       |
| Al Quoz First               | 354    | القوز الاولى            |  | Nadd Al Hamar                 | 416    | ند الحمر                   |
| Al Quoz Industrial First    | 364    | القوز الصناعية الأولى   |  | Nadd Al Shiba Fourth          | 617    | ند الشبا الرابعة           |
| Al Quoz Industrial Fourth   | 369    | القوز الصناعية الرابعة  |  | Nadd Al Shiba Second          | 615    | ند الشبا الثانية           |
| Al Quoz Industrial Second   | 365    | القوز الصناعية الثانية  |  | Nadd Al Shiba Third           | 616    | ند الشبا الثالثة           |
| Al Quoz Industrial Third    | 368    | القوز الصناعية الثالثة  |  | Nadd Shamma                   | 213    | ند شما                     |
| Al Quoz Second              | 355    | القوز الثانية           |  | Naif                          | 118    | نايف                       |
| Al Quoz Third               | 358    | القوز الثالثة           |  | Oud Al Muteena First          | 265    | عود المطينة الأولى         |
| Al Qusais First             | 232    | القصيص الأولى           |  | Oud Al Muteena Second         | 266    | عود المطينة الثانية        |
| Al Qusais Industrial Fifth  | 248    | القصيص الصناعية الخامسة |  | Oud Metha                     | 319    | عود ميثاء                  |
| Al Qusais Industrial First  | 242    | القصيص الصناعية الأولى  |  | Port Saeed                    | 129    | بور سعيد                   |
| Al Qusais Industrial Fourth | 247    | القصيص الصناعية الرابعة |  | Ranches                       | 600    | مرابع                      |
| Al Qusais Industrial Second | 243    | القصيص الصناعية الثانية |  | Ras Al Khor                   | 411    | رأس الخور                  |
| Al Qusais Industrial Third  | 246    | القصيص الصناعية الثالثة |  | Ras Al Khor Industrial First  | 612    | رأس الخور الصناعية الأولى  |
| Al Qusais Second            | 233    | القصيص الثانية          |  | Ras Al Khor Industrial Second | 613    | رأس الخور الصناعية الثانية |
| Al Qusais Third             | 234    | القصيص الثالثة          |  | Ras Al Khor Industrial Third  | 614    | رأس الخور الصناعية الثالثة |
| Al Raffa                    | 316    | الرفاعة                 |  | Riggat Al Buteen              | 125    | رقة البطين                 |
| Al Ras                      | 112    | الراس                   |  | Trade Center First            | 335    | المركز التجاري الأولى      |
| Al Rashidiya                | 216    | الراشدية                |  | Trade Center Second           | 336    | المركز التجاري الثانية     |
| Al Rigga                    | 119    | الرقة                   |  | Umm Al Sheif                  | 367    | أم الشيف                   |
| Al Sabkha                   | 115    | السبخة                  |  | Umm Hurair First              | 314    | أم هرير الأولى             |
| Al Safa First               | 353    | الصفا الأولى            |  | Umm Hurair Second             | 315    | أم هرير الثانية            |
| Al Safa Second              | 357    | الصفا الثانية           |  | Umm Ramool                    | 215    | أم رمول                    |
| Al Safouh First             | 372    | الصفوح الأولى           |  | Umm Suqeim First              | 356    | أم سقيم الأولى             |
| Al Safouh Second            | 382    | الصفوح الثانية          |  | Umm Suqeim Second             | 362    | أم سقيم الثانية            |
| Al Satwa                    | 334    | السطوة                  |  | Umm Suqeim Third              | 366    | أم سقيم الثالثة            |
| Al Shindagha                | 311    | الشندغة                 |  | Wadi Alamardi                 | 271    | وادي العمردي               |
| Al Souq Al Kabeer           | 312    | السوق الكبير            |  | Warsan First                  | 621    | ورسان الاولى               |
| Al Twar First               | 226    | الطوار الأولى           |  | Warsan Second                 | 622    | ورسان الثانية              |
| Al Twar Second              | 227    | الطوار الثانية          |  | Za’abeel First                | 325    | زعبيل الأولى               |
| Al Twar Third               | 228    | الطوار الثالثة          |  | Za’abeel Second               | 337    | زعبيل الثانية              |

Innerhalb dieser Gemeinschaften werden Straßen und Häuser nach Zahlen nummeriert. Im Allgemeinen verlaufen ungerade nummerierte Straßen senkrecht zur Küste und ins Landesinnere. Gerade nummerierte Straßen verlaufen zur Küste parallel und steigen mit zunehmender Entfernung vom Khor an. Dieses Verfahren wird in jeder Gemeinschaft weitergeführt, so gibt es zum Beispiel zahlreiche Straßen Nr. 5 entlang dem Jumeirah 1, 2, 3 und dem Umm-Suqeim-Streifen.

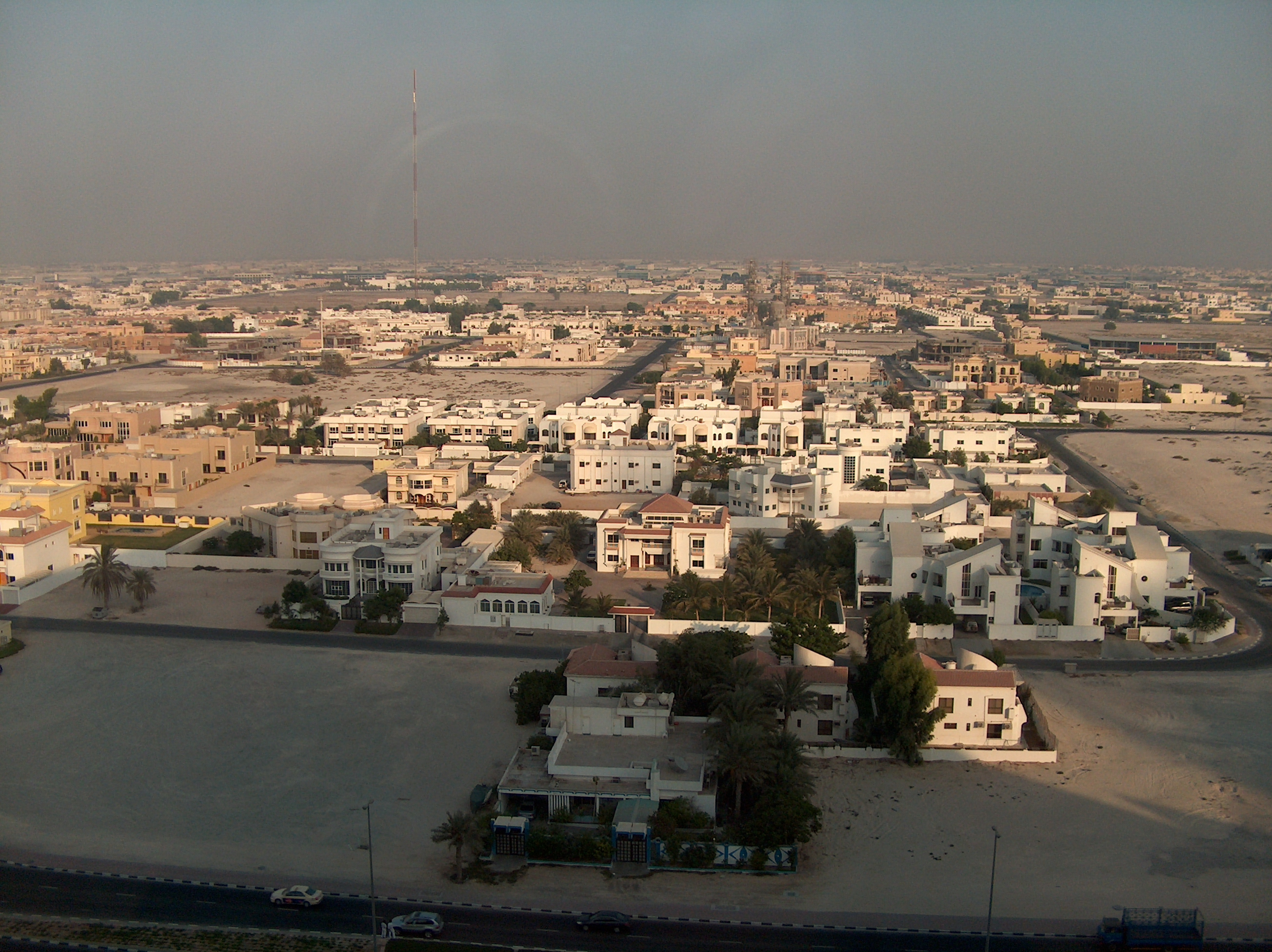
Jumeirah, 2004

Jumeirah ist eine niedrig bebaute Wohngegend in Dubai. Sie zieht sich etwa 10 bis 15 Kilometer vom Stadtzentrum Dubais nach Südwesten entlang dem schnurgeraden Sandstrand Jumeirah Beach (Jumeirah Strand).
Jumeirah gilt als die teuerste Wohngegend Dubais. Bis vor wenigen Jahrzehnten wohnten dort nur einheimische Fischer; heute besteht das riesige Areal zum großen Teil aus großzügig gebauten Bungalows und wird vornehmlich von reichen Einheimischen und europäischen Gastarbeitern bewohnt.

## Klimatabelle
|                       | Jan  | Feb  | Mär  | Apr  | Mai  | Jun  | Jul  | Aug  | Sep  | Okt  | Nov  | Dez  |   |      |
| Mittl. Tagesmax. (°C) | 24,0 | 24,6 | 27,9 | 32,4 | 36,8 | 38,8 | 40,6 | 40,4 | 38,7 | 35,1 | 30,5 | 26,2 | ⌀ | 33   |
| Mittl. Tagesmin. (°C) | 13,7 | 14,5 | 17,0 | 20,1 | 23,5 | 26,1 | 28,9 | 29,3 | 26,3 | 22,7 | 18,3 | 15,4 | ⌀ | 21,4 |
|                       |      |      |      |      |      |      |      |      |      |      |      |      |   |      |
| Niederschlag (mm)     | 11   | 36   | 22   | 8    | 1    | 0    | 0    | 0    | 0    | 0    | 2    | 14   | Σ | 94   |
|                       |      |      |      |      |      |      |      |      |      |      |      |      |   |      |
| Sonnenstunden (h/d)   | 8,2  | 8,2  | 8,2  | 9,8  | 11,1 | 11,4 | 10,4 | 10,2 | 10,3 | 9,8  | 9,5  | 8,2  | ⌀ | 9,6  |
|                       |      |      |      |      |      |      |      |      |      |      |      |      |   |      |
| Regentage (d)         | 1    | 2    | 1    | 1    | 0    | 0    | 0    | 0    | 0    | 0    | 1    | 1    | Σ | 7    |
|                       |      |      |      |      |      |      |      |      |      |      |      |      |   |      |
| Wassertemperatur (°C) | 22   | 21   | 23   | 25   | 27   | 30   | 31   | 32   | 32   | 30   | 27   | 25   | ⌀ | 27,1 |
|                       |      |      |      |      |      |      |      |      |      |      |      |      |   |      |
| Luftfeuchtigkeit (%)  | 65   | 65   | 63   | 55   | 53   | 58   | 56   | 57   | 60   | 60   | 61   | 64   | ⌀ | 59,7 |

| 13,7 |

| 14,5 |

| 17,0 |

| 20,1 |

| 23,5 |

| 26,1 |

| 28,9 |

| 29,3 |

| 26,3 |

| 22,7 |

| 18,3 |

| 15,4 |

| 13,7 |

| 14,5 |

| 17,0 |

| 20,1 |

| 23,5 |

| 26,1 |

| 28,9 |

| 29,3 |

| 26,3 |

| 22,7 |

| 18,3 |

| 15,4 |

Im April 2024 gab es in der Aufzeichnungsgeschichte Dubais Rekordniederschläge, die in großen Teilen der Stadt Überschwemmungen verursachten. Allein am 16. April 2024 gingen 142 mm Regen nieder, das ist mehr, als normalerweise in einem ganzen Jahr fällt. Aufgrund der üblicherweise kleinen Regenmengen gibt es dort keine Entwässerung.

## Sport
In Dubai befindet sich seit 2005 der Verbandssitz des International Cricket Council, dem Weltverband für Cricket. Das Dubai International Cricket Stadium war einer der Austragungsorte der internationalen Turniere Asia Cup 2018, Men’s T20 World Cup 2021, Asia Cup 2022, Women’s T20 World Cup 2024 und Champions Trophy 2025.

## Städtepartnerschaften
Dubai listet folgende 32 Partnerstädte auf:
| Stadt             | Land                   | seit |
| ----------------- | ---------------------- | ---- |
| Bagdad            | Irak                   | 2001 |
| Barcelona         | Spanien                | 2006 |
| Beirut            | Libanon                |      |
| Brisbane          | Australien             |      |
| Busan             | Südkorea               | 2006 |
| Caracas           | Venezuela              |      |
| Cheb (Eger)       | Tschechien             |      |
| Damaskus          | Syrien                 |      |
| Detroit           | Vereinigte Staaten     | 2003 |
| Dundee            | Vereinigtes Königreich |      |
| Frankfurt am Main | Deutschland            | 2005 |
| Gandhinagar       | Indien                 |      |
| Genf              | Schweiz                |      |
| Gold Coast        | Australien             | 2001 |
| Granada           | Spanien                |      |
| Guangzhou         | Volksrepublik China    |      |
| Hongkong          | Volksrepublik China    |      |
| Hyderabad         | Indien                 |      |
| Istanbul          | Türkei                 | 1997 |
| Kisch             | Iran                   |      |
| Kuwait            | Kuwait                 |      |
| Los Angeles       | Vereinigte Staaten     |      |
| Monterrey         | Mexiko                 |      |
| Moskau            | Russland               |      |
| New York City     | Vereinigte Staaten     |      |
| Osaka             | Japan                  |      |
| Paris             | Frankreich             |      |
| Phoenix           | Vereinigte Staaten     |      |
| San Juan          | Puerto Rico            |      |
| Shanghai          | Volksrepublik China    | 2009 |
| Teheran           | Iran                   |      |
| Tripolis          | Libyen                 |      |
| Vancouver         | Kanada                 |      |

## Söhne und Töchter der Stadt
- Buti bin Suhail (1851–1912), Herrscher im Emirat Dubai
- Said bin Maktum (1878–1958), Herrscher in Dubai
- Raschid bin Said Al Maktum (1912–1990), erstgeborener Sohn von Scheich Said bin Maktum und achter Herrscher des Emirates Dubai
- Maktum bin Raschid Al Maktum (1943–2006), Vizepräsident und Premierminister der Vereinigten Arabischen Emirate und von 1990 bis zu seinem Tod Emir von Dubai
- Hamdan bin Raschid Al Maktum (1945–2021), Minister für Finanzen und Industrie der Vereinigten Arabischen Emirate
- Muhammad bin Raschid Al Maktum (* 1949), Herrscher des Emirats Dubai und Premierminister, Verteidigungsminister sowie Vizepräsident der Vereinigten Arabischen Emirate
- Ahmed bin Raschid Al Maktum (* 1950), Polizeibeamter und Fußballfunktionär des Emirats Dubai
- Saʿud ibn Saqr al-Qasimi (* 1956), Herrscher des Emirats Ra’s al-Chaima
- Ali Bujsaim (* 1959), FIFA-Fußballschiedsrichter
- Mohammed bin Sulayem (* 1961), Automobilrennfahrer
- Ahmed Al Maktum (* 1963), Sportschütze
- Sulaiman al-Fahim (* 1977), Milliardär und Geschäftsführer von Hydra Properties
- Omar Awadhy (* 1982), Tennisspieler
- Walid Abbas (* 1985), Fußballspieler
- Hasher Al Maktoum (* 1985), Automobilrennfahrer
- Mohamed Abbas Darwish (* 1986), Leichtathlet
- Abdullah Al Kamali (* 1989), Fußballspieler
- Ali Salmeen (* 1995), Fußballspieler
- Ed Jones (* 1995), Automobilrennfahrer
- Yahya al-Ghassani (* 1998), Fußballspieler
- Ahmed Jamil (* 1999), Fußballspieler
- Tanisha Crasto (* 2003), indische Badmintonspielerin
- Junior Ndiaye (* 2005), Fußballspieler aus den Vereinigten Arabischen Emiraten und Frankreich